# Редіу (Редеуць-Прут, Ботошань)
Редіу (рум. Rediu) — село у повіті Ботошані в Румунії. Входить до складу комуни Редеуць-Прут.
Село розташоване на відстані 424 км на північ від Бухареста, 54 км на північ від Ботошань, 133 км на північний захід від Ясс.

## Населення
За даними перепису населення 2002 року у селі проживали 1073 особи, з них 1072 особи (99,9%) румунів. Усі жителі села рідною мовою назвали румунську.